# Phumosia rufescens
Phumosia rufescens är en tvåvingeart som först beskrevs av Villeneuve 1926.  Phumosia rufescens ingår i släktet Phumosia och familjen spyflugor. Inga underarter finns listade i Catalogue of Life.